# インド北東部地震

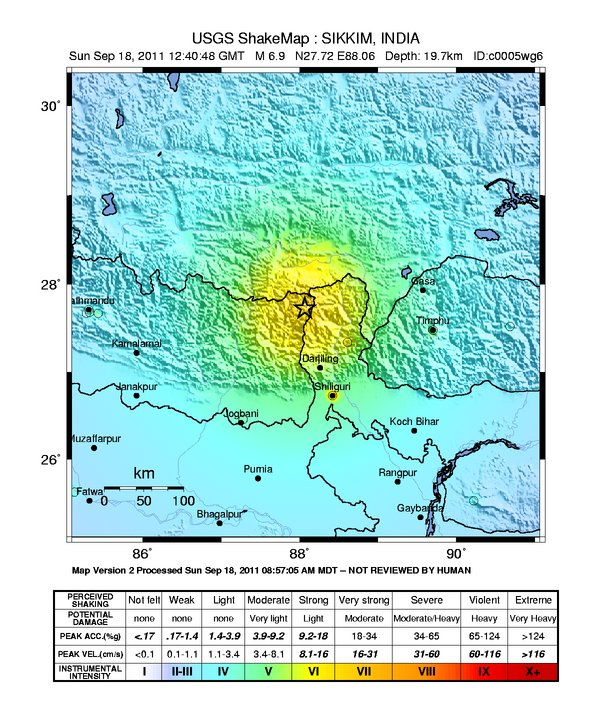
USGSによる震度分布図

インド北東部地震（インドほくとうぶじしん）は、2011年9月18日18時10分（インド標準時）にインドで発生したモーメントマグニチュード（Mw）6.9の地震。震源はインドのシッキム州とネパールの国境付近でシッキム州の州都ガントクの北西68km。震源の深さは19.7km。シッキム地震ともいう。

## 被害
インドのシッキム州で50人、西ベンガル州で12人、ビハール州で6人、ネパールで9人、中華人民共和国のチベット自治区シガツェ地区ドモ県でも7人が犠牲となった。またシッキム州だけで10万戸以上の家屋が損壊。被害は隣国のバングラデシュやブータンにも及んだ。
地震によりシッキム州ガントクと震央のマンガンとの間の道路が寸断され、強雨、地滑りなどによっても救助活動は難航した。
ネパールで亡くなった死者の内3人はイギリス大使館の外壁が崩れて下敷きとなった犠牲者である。